# Turkish Cargo
Turkish Cargo ist die Luftfrachtmarke der türkischen Fluggesellschaft Turkish Airlines. Turkish Airlines betreibt unter den Markennamen Turkish Cargo Basen auf dem Flughafen Istanbul-Atatürk und Flughafen Istanbul.

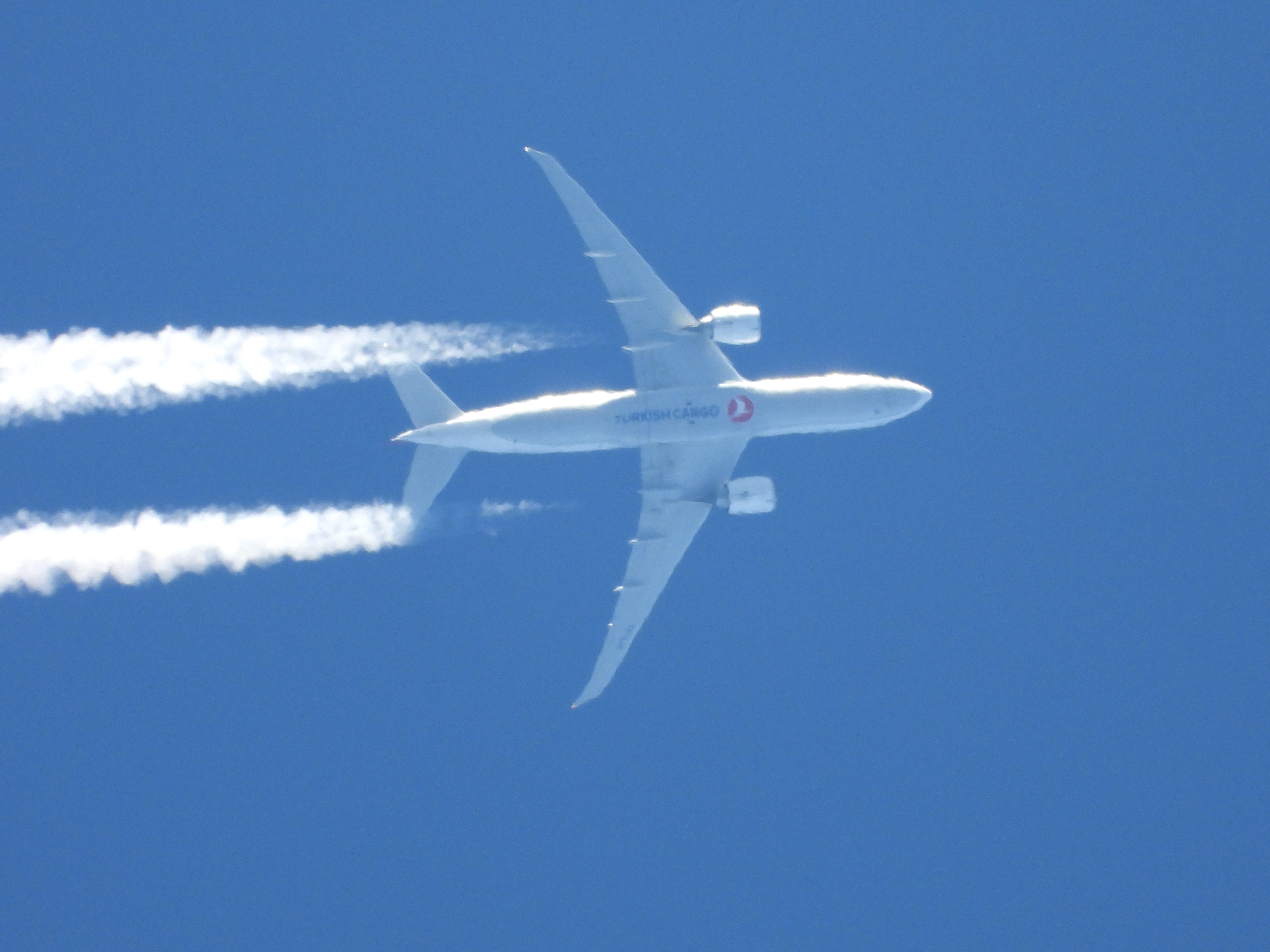
Turkish Cargo Flugzeug mit Kondensstreifen während des Fluges

## Geschichte

### Gründung und erste Jahre
Die Marke Turkish Cargo wurde 1933 am Yeşilköy Flughafen (heute Atatürk-Flughafen) gegründet. Anfangs wurden die Bellt-Kapazitäten der Turkish-Airlines-Flugzeuge unter Turkish Cargo vermarktet. 1969 erhielt Turkish Airlines unter der Marke Turkish Cargo den ersten Frachter, eine Fairchild F-27, die zuvor Passagiere befördert hatte. In den darauffolgenden Jahren stießen weitere Flugzeuge zur Flotte.

### 2010er Jahren
2010 nahm Turkish Airlines unter der Marke Turkish Cargo den ersten Airbus A330-200F entgegen, welcher der erste werksneue Frachter in der Flotte war. Damit begann ein aggressives Wachstum, das bis heute anhält. 2017 hat man die erste Boeing 777F erhalten. Das Streckennetz ist von 2010 bis 2018 von 41 auf 86 Ziele gestiegen. Im Jahr 2018 wurde ein Wachstum der Cargo-Abteilung von 19,4 % verzeichnet. 2015 wurde am Flughafen Istanbul-Atatürk ein neues Cargo-Terminal eröffnet. Dies erlaubte erstmals den Transport von Tieren und radioaktiven Gütern.

### Flughafen Istanbul
Turkish Airlines verfolgt das Ziel, 2023 unter den fünf größten Cargo-Fluggesellschaften zu sein. Dies möchte man mit dem Flughafen Istanbul und neuen Flugzeugen erreichen. Zurzeit werden zwei Cargo-Terminals gebaut. Das kleinere Gebäude wird auf einer Fläche von 25.000 m² errichtet und ist für Güter, die gekühlt werden müssen, vorgesehen. Das größere Terminal wird auf einer Fläche von 165.000 m² gebaut. Die „Mega Cargo Facility“ soll eine jährliche Kapazität von vier Millionen Tonnen Fracht haben. Bis zur Fertigstellung des Terminals am Flughafen Istanbul fliegt die Turkish Cargo hauptsächlich vom Flughafen Atatürk.

## Flugziele
Turkish Airlines fliegt unter den Markennamen Turkish Cargo mit seinen Cargo-Flugzeugen 86 Ziele an. Zusätzlich werden Belly-Kapazitäten in den Turkish-Airlines- und AnadoluJet-Flugzeugen angeboten. Insgesamt werden über 300 Ziele angeboten. Im deutschsprachigen Raum werden Frankfurt, Basel, Zürich und Wien mit Frachtflugzeugen angeflogen.

## Flotte

### Aktuelle Flotte
Mit Stand Februar 2020 besteht die Flotte der Marke Turkish Cargo aus 24 Flugzeugen.
| Flugzeugtyp      | Anzahl | bestellt | Anmerkungen                                                   | Kapazität |
| ---------------- | ------ | -------- | ------------------------------------------------------------- | --------- |
| Airbus A300-600F | 01     |          | betrieben durch MNG Airlines                                  | 70        |
| Airbus A310-300F | 20     |          | betrieben durch ULS Airlines Cargo                            | 47        |
| Airbus A330-200F | 010    |          |                                                               | 94.2      |
| Boeing 747F      | 04     |          | 2 betrieben durch Kalitta Air, 2 betrieben durch ACT Airlines | 106       |
| Boeing 777F      | 70     | 1        |                                                               | 102       |
| Gesamt           | 24     | 1        |                                                               |           |